# جيمس فيفيان
جيمس فيفيان (بالإنجليزية: James Vivian)‏ هو عازف الأرغن بريطاني، ولد في 1974.

## وصلات خارجية
- جيمس فيفيان على موقع ميوزك برينز (الإنجليزية)
- جيمس فيفيان على موقع أول ميوزيك (الإنجليزية)
- جيمس فيفيان على موقع ديسكوغز (الإنجليزية)